# Dagli eoni
Dagli eoni (Out of the Aeons) è un racconto che fa parte delle revisioni operate da Howard Phillips Lovecraft per conto di altri scrittori; in questo caso di Hazel Heald, che fece revisionare all'autore di Providence anche i seguenti racconti: L'uomo di pietra, L'orrore nel museo, La morte alata e L'orrore nel camposanto.

## Trama
La narrazione è strutturata sotto forma di annotazione testamentaria lasciata dal professor Richard H. Johnson, già morto all'inizio del racconto, curatore del museo Cabot di Boston. Questi narra di come il museo si ritrovò in possesso di una mummia, trovata da alcuni marinai su una sperduta isola del Pacifico presso Valparaíso, e di come questa mummia appaia sin dall'inizio misteriosa ed inquietante. Infatti, essa non apparterrebbe a nessun popolo od etnia conosciuta, senza parlare del bizzarro stato di conservazione in cui si trova, che suggerirebbe una sorta di pietrificazione dei tessuti. 
Inoltre, ad infittire il mistero, ci sarebbe un rotolo fatto di una sostanza bianco-azzurrina simile a pergamena, rinchiuso in un cilindro di metallo sconosciuto. Su questa pergamena e sul cilindro sono stati impressi geroglifici che esulano da qualsiasi campo linguistico noto. Tuttavia, a mettere in moto una vicenda che sembra arenarsi nella resa totale degli esperti a svelare i segreti della mummia, ecco intervenire un giornalista che, scoperta l'esistenza della mummia (fino ad allora il museo era stato frequentato perlopiù da gente colta), imbastisce un articolo sensazionalistico, che attira frotte di visitatori ed esperti di occultismo. Questi, vedendo i simboli impressi sul cilindro, sostengono che geroglifici simili compaiano anche nei Culti Innominabili di von Junzt. 

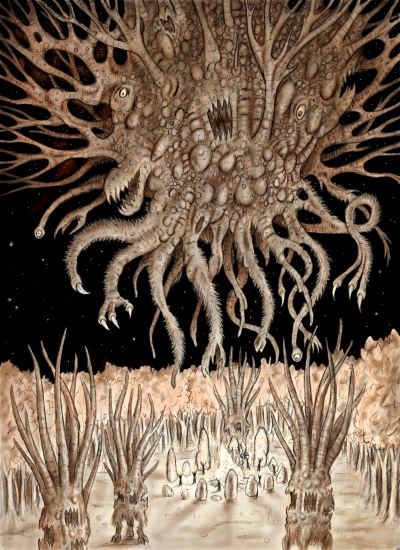
La dea Shub-Niggurath, venerata dal sacerdote T'yog a Mu.

Il professor Johnson, spinto anche dai giornali che sostengono appieno queste tesi, legge l'immondo libro, la cui fama spettrale è seconda solo a quella del Necronomicon.
Questo libro racconta della lotta di T'yog, sacerdote di Shub-Niggurath, che grazie alla pergamena donata dalla dea, nell'Anno della Luna Rossa (173.148 a.C.) cercò di sconfiggere l'orrendo dio Ghatanothoa, evocato dalle creature di Yuggoth che avevano popolato prima degli uomini la regione di K'naa nella terra di Mu. Tuttavia, le macchinazioni degli onnipotenti sacerdoti di Ghatanothoa portarono T'yog ad un destino ancora più orrendo della morte, poiché chi vede il dio o una sua immagine rimane paralizzato per millenni, subendo un orrore indicibile, senza che il cervello muoia. Quando il continente di Mu svanì sotto le acque, anche il luogo in cui abitava Ghatanothoa fece la stessa fine.
Da ciò si evince che la mummia non è altri che il pietrificato T'yog, e l'inesplicabile smorfia di assoluto terrore che aleggia sul suo viso è dovuta alla vista del dio. All'inizio il professore si dimostra scettico, fino ad un cambiamento nella folla dei turisti, ai quali si mischiano molti stranieri provenienti dall'Oriente e dall'Oceania. Questi sembrano venire unicamente per la mummia del presunto T'yog, in una sorta di pellegrinaggio. Fra questi stranieri circola anche la voce che un certo Nagob possieda la vera pergamena, quella che avrebbe contrastato il potere di Ghatanothoa, e non quella falsa, contraffatta dai sacerdoti del dio e rinvenuta insieme alla mummia.
Dopo vari tentativi di scassinamento ad opera degli stranieri, che apparterrebbero a sette segrete e senza nome, alla fine un birmano e un figiano, affiliati ad un culto disgustoso, riescono a liberare T'yog dalla pietrificazione, morendo a loro volta, uno pietrificato e l'altro (che teneva la pergamena) d'infarto. La mummia, che fino ad allora aveva le mani sul volto e le palpebre ben serrate, ora mostra un curioso rilassamento, rivelando la smorfia e lo strano sguardo "che rallentava i movimenti" celati per innumerevoli ere. Tramite un'analisi alla retina, il professore scopre con immenso orrore l'ultima immagine vista millenni prima dall'uomo mummificato: un mostro abnorme e terrificante oltre ogni dire, innominabile.
L'ultima sorpresa, rivelata agli scienziati con l'autopsia sulla mummia di T'yog, è lo scoprire che, nonostante siano passati millenni, il cervello della mummia è ancora vivo e pulsante.